# Hervé Postic
 (mars 2024).
Si vous disposez d'ouvrages ou d'articles de référence ou si vous connaissez des sites web de qualité traitant du thème abordé ici, merci de compléter l'article en donnant les références utiles à sa vérifiabilité et en les liant à la section « Notes et références ».
Hervé Postic, né en 1965 à Issy-les-Moulineaux, est un compositeur français, spécialiste des synthétiseurs. Il est également pianiste et musicologue (Paris IV Sorbonne) Il fut nommé sociétaire définitif de la SACEM en 2008.
Son activité s'exerce essentiellement dans le domaine de la musique à l'image. Il collabore avec de prestigieux réalisateurs-aventuriers tels que Jean Lemire, Sonia et Alexandre Poussin, Patrice Franceschi, Jean-Michel Corillion, Katia et Maurice Krafft pour les films : Mission Arctique, Africa Trek, La Boudeuse autour du monde, Le monstre du Tanganyika (prix François de Roubaix pour la meilleure musique de documentaire) et World of volcanoes. 
Ses créations sont essentiellement destinées à la télévision mais aussi au disque. Pour cinéma il collabore avec Charles Matton et Nicolas Matton pour le film "Rembrandt".  Particulièrement intéressé par la musique électronique et la musique assistée par ordinateur il associe instruments acoustiques et synthétiseurs (ex. Les Trachiniennes : grand orchestre et synthétiseurs, Mission Arctique : quatuor à cordes et synthétiseurs, Un terre des paradis : soprano, guitare et synthétiseurs…).

## Filmographie

### Télévision
- 1987 : World of volcanoes de Katia et Maurice Krafft
- 1997 : Soldats des mers de Jean-Michel Corillion
- 1998 : Le peuple du saumon de Jean-Michel Corillion
- 1998 : Teuira, l'homme qui parle aux requins Jean-Michel Corillion
- 1999 : Passeurs d'âmes de Jean-Michel Corillion

### Cinéma

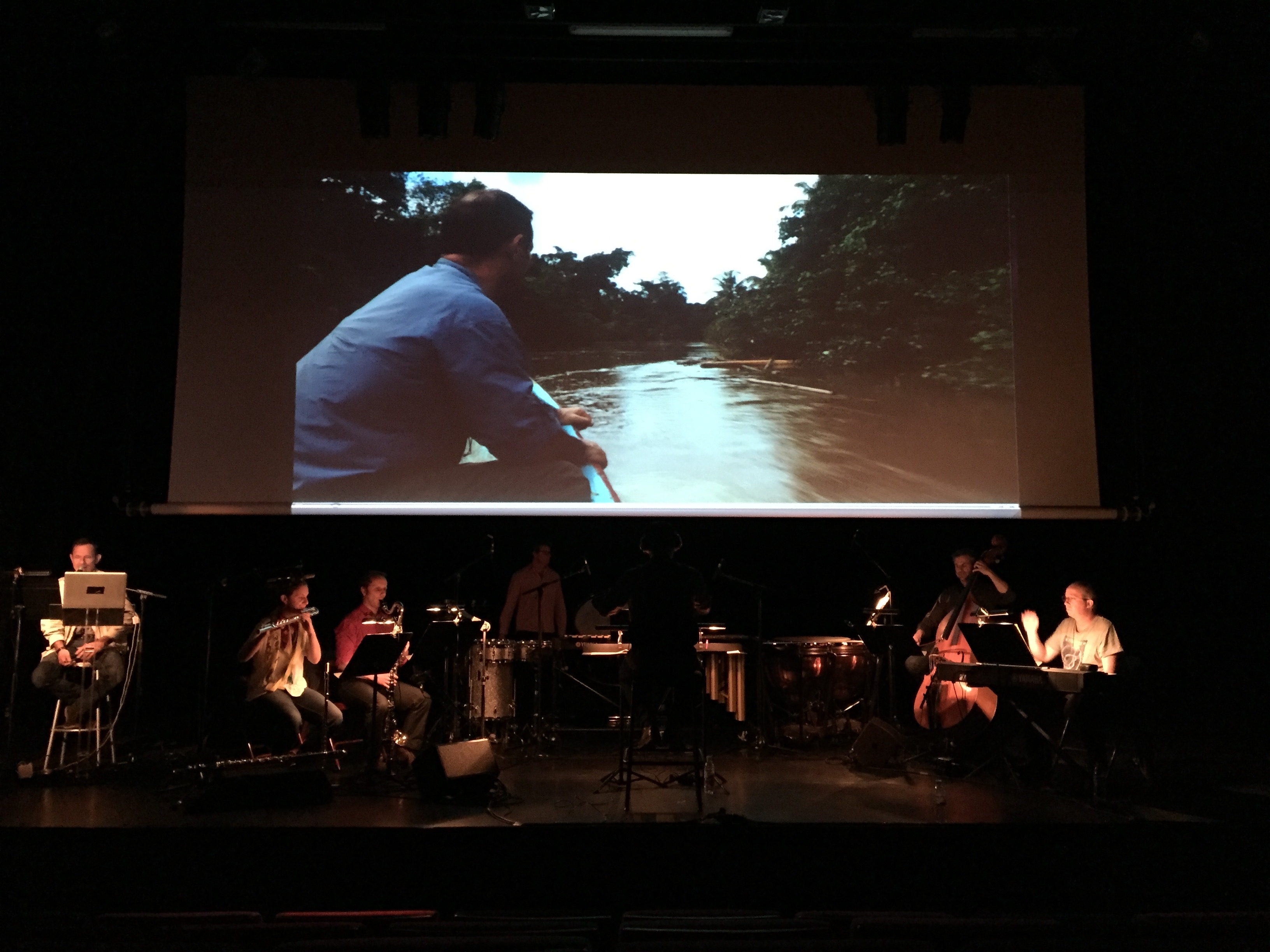
Ciné-concert Hervé Postic : Raïba et ses Frères

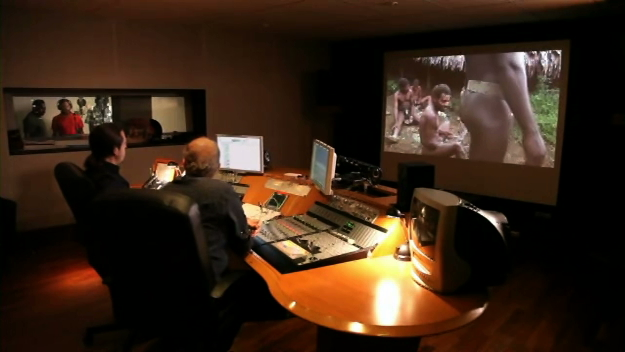
Les trois Saa et puis la France. Séance d'enregistrement de la musique par Hervé Postic

- 1999 : Rembrandt de Charles Matton)
- 2000 : La confrérie du cobra. de Jean-Michel Corillion
- 2000 : Comment tu t'appelles ? de Illiana Lolitch
- 2001 : Asmat de Jean-Michel Corillion
- 2002 : Bâtards de Fred Saurel
- 2003 : Africa Trek de Alexandre et Sonia Poussin[1]
- 2004 : Le Film dont vous êtes le héros de Stéphane Secq)
- 2004 : Le Monstre du Tanganyika (Capturing the Killer Croc) de Jean-Michel Corillion)[1]
- 2005 : La Boudeuse autour du monde de Patrice Franceschi)
- 2006 : La grande traversée de Jean Lemire
- 2007 : Une terre des Paradis de Nicolas Thomä
- 2008 : Epris d'aventure de Hugues de Rosières
- 2009 : les Trachiniennes
- 2010 : Au vent de la Guyane de Patrice Franceschi et Valérie Labadie
- 2010 : L'or de Ouanary de Patrice Franceschi et Valérie Labadie)
- 2011 : Oyapock de Patrice Franceschi et Valérie Labadie
- 2012 : Sur le grand océan blanc de Hugues de Rosière
- 2012 : Worcruft Apocalysme de Stéphane Secq)
- 2013 : Raïba et ses frères de Patrice Franceschi
- 2014-2015 : Trente saisons à Pentecôte de Patrice Franceschi
- 2016 : Madatrek de Philippe Pothon
- 2016 : Penser dans l'urgence
- 2016 : Les Robinsonades de Valérie Labadie
- 2017 : Les trois Saa et puis la France de Patrice Franceschi

### Web série
- 2010 à la télévision-2012 à la télévision : Worcruft Apocalysme de Stéphane Secq

## Distinctions
- Trois Saa et puis la France
  - Prix Ushuaïa TV 18e Festival des écrans de l'aventure 2017. France
  - Prix des jeunes de la ville de Dijon. 2017. France
- Spot Havas /Haka-Arthrose
  - Prix du meilleur film médical 2015. France
- Spot DDB Health /Psoriasis
  - Prix Empreintes 2014.Meilleur film. France
  - Prix spécial du jury. meilleur film. 2014. France
- Le Monstre du Tanganyika - Capturing the Killer Croc (Burundi / Berges du lac Tanganyika / capture d'un crocodile du Nil)  
  - 19,9 % de PDM (3,8 millions de spectateurs) le 20.02.05 sur Explore – France 3
  - Grand Prix du 18e Festival Int. de Rodez. F.V.E 2004. France
  - Prix Spécial du Jury & Prix François de Roubaix (Meilleure Musique (Hervé Postic)) du 36e FIFME de Toulon
  - Meilleure Photo du 16e Festival Télénatura de Pampelune. Espagne
- Enfants d'Eau (Tahiti / plongée sous marine)
  - Prix F.F.E.S.S.M du 34e FIFME de Toulon. France
- Asmat (Papouasie-Nouvelle-Guinée / Asmat)	   
  - Golden Globe du WorldMedia Festival de Hambourg. Allemagne
  - Bronze Plaque du 49e Festival de Colombus (Chris Awards - Columbus International Film and Video Festival Festival). États-Unis. 2001
  - M.A Partha Sarathy Special Award  du 14e festival de Sondrio. Italie
  - Grand Prix (Meilleur Film 2001) du 10e Festival Jules Verne. Paris. France
- La Confrérie du Cobra (Maroc / Moyen Atlas / Aïssawa / Musique marocaine)	   
  - Prix du Public du 32e FIFME de Toulon. France
- Passeurs d’Âmes (Île de Sulawesi / Toraja)	
  - Prix du Film d’Exploration du 31e FIFME de Toulon. France
  - Présenté aux 3e Rencontres des Voyages et de l’Image de Saint-Dié. France
- Le Peuple du Saumon (îles de la Reine Charlotte /  Canada / Saumon / Haïda)
  - Prix Spécial du Jury du 14e Fest. Int. du Film Nature et Environnement / FRAPNA. Grenoble
- Teuira, l’homme qui parle aux Requins (Bora Bora / Requins) 
  - 1er Prix au 7e Festival des Images de Mer. Nausicaâ. Boulogne-sur-Mer
  - Prix du Meilleur Sujet & Prix du Public du 7e Festival Jules Verne. Paris
  - Prix du Public du 13e Festival Int. du Film de la Vie de l'Eau. Rodez
  - Prix CIDALC  du 30e FIFME de Toulon
  - Prix d'Honneur au Magnolia Award Compétition de Shanghai. Chine